# Två fisk och en fläsk
Två fisk och en fläsk är en svensk musikgrupp som spelar rock med tydliga influenser av medeltidsmusik.

## Biografi
De bildades i januari 1994 som en akustisk trio. Avsikten var att spela medeltida musik. Den avsikten håller de fast vid än idag, men det visade sig att en trio var för begränsad. Nu består de av sex medlemmar som alla delar på sång, 12-strängad gitarr, kotrumma, nyckelharpa, flöjt, mungiga, slagverk, med mera. Deras ursprungliga repertoar bestod av medeltida ballader från Sverige, men senare har de även börjat framföra medeltidsmusik från övriga Europa.
Deras avsikt är inte att försöka återskapa musiken som den kunde ha låtit på medeltiden. Avsikten är istället att både de själva och publiken har roligt. Genom åren har de uppträtt på olika festivaler, rockklubbar, med mera.
Något kommersiellt genombrott för en bredare publik har de ännu inte fått. Deras mest kända låtar är troligen Blackdrum och Styvmodern.

## Medlemmar
- Stefan Grapenmark - slagverk
- Jan Liljekvist - violin, flöjt
- Umer Mossige-Norheim - sång
- Sebastian Åberg - tabla, kotrumma, slagverk
- Gustaf Esters - slagverk
- Marcas Oreglia - violin, sång
- Olof Öberg - gitarr

## Diskografi
- 1998 - Två fisk - En fläsk
- 2000 - Jungfruburen